# Chlorochaeta pictipennis
Chlorochaeta pictipennis là một loài bướm đêm trong họ Geometridae.